# Издательство Дьюкского университета
Издательство Дьюкского университета (англ. Duke University Press, сокр. DUP) — академическое издательское подразделение Дьюкского университета.

## История и деятельность
Издательство было основано в 1921 году Уильямом Лапрадом как The Trinity College Press (Университет Дьюка в то время назывался Trinity College). В 1926 году, после реструктуризации и расширения, было официально учреждено университетское издательство Duke University Press было учреждено в 1926 году.
Первым директором издательства стал Эрнест Симан (Ernest Seeman), за ним последовали Генри Двайер (Henry Dwyer, 1929—1944), Уильям Лапрад (William Laprade, 1944—1951), Эшбел Брайс (Ashbel Brice, 1951—1981), Ричард Роусон (Richard Rowson, 1981—1990), Ларри Малли (Larry Malley, 1990—1993), Стэнли Фиш и Стив Кон (Stanley Fish и Steve Cohn, 1994—1998), Стив Кон (Steve Cohn, 1998—2019). В настоящее время издательством руководит писатель Дин Смит (Dean Smith).
Издательство Дьюкского университета ежегодно издает около 150 книг и более 55 академических журналов, а также пять электронных сборников; в основном публикуя работы в области гуманитарных и социальных наук, но также известно своими журналами по математике.
В феврале 2021 года университетское издательство объявило о создании Scholarly Publishing Collective — партнерстве с некоммерческими издателями научных журналов и обществами для предоставления журнальных услуг, включая управление подпиской, хостинг, а также институциональный маркетинг и продажи.
Издательство Дьюкского университета является одним из тринадцати издательств, принявших участие в пилотном проекте Knowledge Unlatched — глобальном библиотечном консорциуме, который занимается финансированием публикации книг в открытом доступе. Также издательство Дьюкского университета опубликовало около 100 книг через другие программы открытого доступа, в том числе Towards an Open Monograph Ecosystem.